# 11417 Chughtai
11417 Chughtai este un asteroid din centura principală de asteroizi.

## Descriere
11417 Chughtai este un asteroid din centura principală de asteroizi. A fost descoperit pe 13 mai 1999 la Socorro, New Mexico, în cadrul proiectului LINEAR. Asteroidul prezintă o orbită caracterizată de o semiaxă mare de 2,76 ua, o excentricitate de 0,10 și o înclinație de 5,1° în raport cu ecliptica.